# Stewart & Lloyds Corby FC
Stewart & Lloyds Corby FC is een voetbalclub uit Engeland, die in 1935 is opgericht en afkomstig is uit Corby. De club speelt anno 2021 bij Northamptonshire Football Combination.

## Erelijst
- United Counties League (1) :  Premier Division (1) : 2008-2009
- United Counties League Division One (2) : 1972-1974, 1974-1975
- United Counties League  League Cup (1) :  1986-1987

## Records
- Beste prestatie FA Cup : Tweede ronde kwalificatie (2008-2009, 2010-2011)
- Beste prestatie FA Vase : Vierde ronde (2008-2009)